# معاهده‌های بین‌المللی کپی‌رایت
معاهده‌های بین‌المللی کپی رایت (به انگلیسی: International copyright treaties) به مجموعه معاهده‌هایی گفته می‌شود که با وجود نبود قانون بین‌المللی کپی رایت، برای رعایت حق تکثیر و پخش هرگونه اثر خلاقانه نوشته شده‌اند. دو مورد از توافق نامه‌های اصلی در این زمینه توافق بوینس آیرس و کنوانسیون برن برای حمایت از آثار ادبی و هنری است.